# موزه جادوگری و جادو
موزه جادوگری و جادو  که در گذشته با نام موزه جادوگری شناخته می‌شد، موزه ای اختصاص یافته به جادوگری و جادوی اروپایی است که در روستای بوسکاسل در کورن وال، جنوب غربی انگلیس واقع شده‌است. در این نمایشگاه نمایشگاه‌هایی برگزار می‌شود که به جادوی محلی، جادوی تشریفاتی، فراماسونری و ویکا اختصاص داده شده‌اند و مجموعه ای از این اشیا به عنوان بزرگترین اشیا در جهان توصیف شده‌اند.

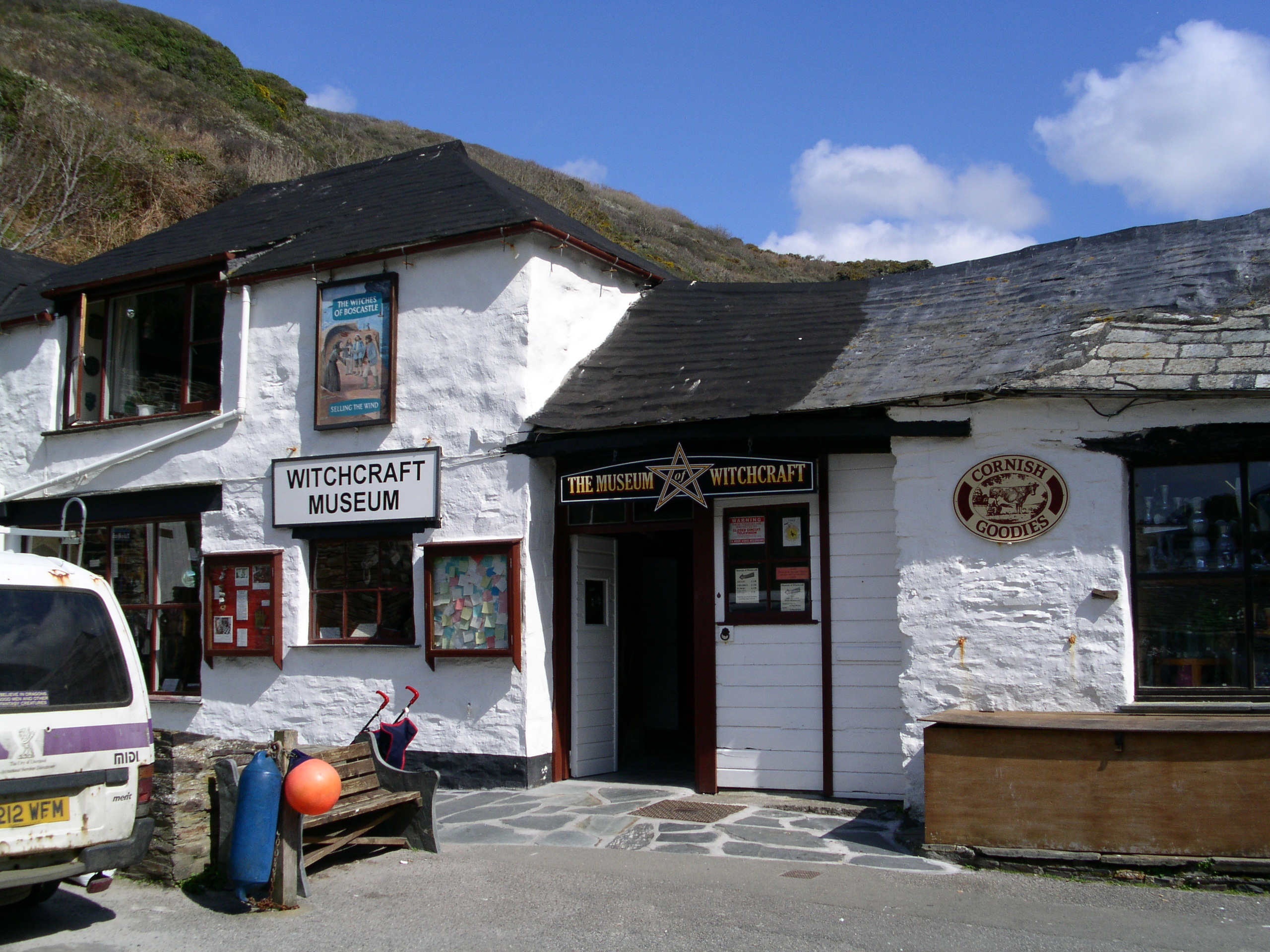
موزه جادوگری و جادو در بوسکاسل

این موزه توسط جادوگر مردمی انگلیسی سسیل ویلیامسون در سال ۱۹۵۱ برای نمایش مجموعه شخصی آثار هنری خود تأسیس شد. این مرکز که در ابتدا به عنوان مرکز خرافات و جادوگری فولکلور شناخته می‌شد، در شهر Castletown در جزیره من واقع شده بود. ویلیامسون در موزه توسط ویکان برجسته جرالد گاردنر، که به عنوان «جادوگر ساکن» در آنجا ماند، یاری شد. پس از خراب شدن دوستی آنها، گاردنر آن را از ویلیامسون در سال ۱۹۵۴ خریداری کرد و نام آن را به موزه جادو و جادوگری تغییر داد. موزه Castletown گاردنر تا دهه ۱۹۷۰ باز بود، زمانی که مونیک ویلسون، وارث گاردنر، محتوای آن را به شرکت Ripley فروخت.
در سال ۱۹۵۴، ویلیامسون رقیب خود را در انگلیس باز کرد، معروف به موزه جادوگری. اولین مکان آن در ویندزور، برکشایر و محل دیگر در بورتون روی آب، گلاسترشایر بود. در هر دو مورد با مخالفت خشونت‌آمیز روبرو شد و ویلیامسون برای تأسیس موزه در بوسکاسل در سال ۱۹۶۰ ضروری دانست که حرکت کند. در سال ۱۹۹۶ ویلیامسون موزه را به گراهام کینگ فروخت، وی که مجموعه ریچل سلطنتی جادویی را از هلند در سال ۲۰۰۰ در خود جای داده بود. آسیب دید و بخشی از مجموعه آن در جریان طغیان بوسکاسل در سال ۲۰۰۴ از بین رفت. در سال ۲۰۱۳ مالکیت به سیمون کاستین و موزه فرهنگ عامیانه بریتانیا منتقل شد.
این موزه یکی از جاذبه‌های گردشگری محبوب است و توسط جامعه غیبی انگلیس بسیار مورد احترام است. یک مؤسسه خیریه، دوستان موزه جادوگری، برای جمع‌آوری کمک مالی برای نمایشگاه‌ها تأسیس شده‌است. این موزه همچنین شامل یک کتابخانه بزرگ با موضوعات مرتبط است که برای محققان قابل دسترسی است.

## تاریخچه ۱۹۴۷–۱۹۶۰
پس از جنگ جهانی دوم، سیسیل ویلیامسون، تهیه‌کننده سابق فیلم تصمیم گرفت که به تجارت موزه بپردازد و - احتمالاً تحت تأثیر علاقه شخصی - تصمیم گرفت افتتاحیه ای را که به موضوع جادوگری اختصاص دارد، آغاز کند. ویلیامسون تلاش کرد تا موزه ای را برای نگهداری مجموعه‌های جادوگری و آثار مخفی خود در استراتفورد-آن-آون در سال ۱۹۴۷ افتتاح کند، اما با مخالفت محلی روبرو شد و مجبور شد برنامه‌های خود را کنار بگذارد. او سپس تصمیم گرفت آن را در Castletown در جزیره من، منطقه ای که دارای بسیاری از فرهنگ‌های عامیانه اطراف پری‌ها و جادوگران است، یک فصل گردشگری و قوانین محلی که برای ایجاد یک موزه مناسب است، افتتاح کند. وی این کار را در یک کارخانه قدیمی فرسوده که به محلی آسیاب جادوگران معروف بود و در سال ۱۹۴۸ خریداری کرده بود، راه اندازی کرد و به توصیه همسرش، یک رستوران مجاور افتتاح کرد، معروف به آشپزخانه جادوگران.
این موزه ابتدا مرکز فولکلور خرافات و جادوگری نامگذاری شد. زمان آغاز به کار موزه همزمان با لغو اقدامات جادوگری و ولگردی توسط دولت در ژوئن ۱۹۵۱ بود. ویلیامسون در مصاحبه ای با روزنامه The Sunday Pictorial، ادعا کرد که با حداقل دوازده جادوگر دوست است و او از از جنوب انگلستان پیدایش کرده و می‌آیند و مراسم خود را در موزه او انجام می‌دهند. رونالد هاتون، مورخ، این را «کاملاً واضح» می‌داند که اشاره ای به پارچه Bricket Wood است که در هرتفوردشایر مستقر بود و توسط Wiccan Gerald Gardner اداره می‌شد. در مصاحبه‌های مطبوعاتی، گاردنر به عنوان «جادوگر ساکن» موزه توصیف شد و در مراسم افتتاح موزه یک مراسم جادویی انجام داد. از نظر ویلیامسون، علاقه مطبوعاتی در جهت ارتقا موزه وی بود، در حالی که برای گاردنر این فرصت را به وجود آورد تا ویکا را در فاصله ای امن از بافت اصلی وی تبلیغ کند.
ویلیامسون به سحر و جادو نیز علاقه عملی داشت و در مصاحبه ای با مجله معروف Illustrated در سال ۱۹۵۲، خود را به عنوان مشاور در این زمینه توصیف کرد که می‌تواند به حذف نفرین از مردم کمک کند، شبیه به یک مرد پیر مکر. وی اذعان کرد که بسیاری از این جادوها را از خواندن آنها در کتاب‌ها می‌داند. او به جادوگر تشریفاتی فقید، آلیستر کراولی علاقه‌مند شد و به دوست کراولی، جرالد یورک، نامه نوشت تا جویا شود که آیا می‌تواند دستورالعمل‌های هر یک از مراسم‌های کرولی را برای او بفرستد.
با این حال، گاردنر با ویلیامسون به خاطر آنچه او به عنوان نمایشگرهای هیجان انگیز می‌دید، درگیر شد. ویلیامسون، به تلافی، عکسی از گاردنر را از نمایشگر خارج کرد. ویلیامسون موزه را به گاردنر فروخت.

## اقدامات ویلیامسون و گاردنر ۱۹۵۳–۱۹۶۴
ویلیامسون تصمیم به بازگشت به انگلستان گرفت و مجموعه آثار هنری جادوگری خود را با خود برد. در سال ۱۹۵۴ گاردنر آسیاب جادوگران را از او خریداری کرد و نام آن را به موزه جادو و جادوگری تغییر داد و آن را با مجموعه آثار هنری خود پر کرد. در طی دهه ۱۹۵۰، گاردنر با دوست وقت خود، چارلز کاردل، در مورد انتقال موزه خود به لندن بحث کرد، اما تصمیم گرفت که این کار را نکند. به گفته رونالد هاتون، مورخ، این امر گاردنر را با «پایگاه امن و همسایگی» روبرو کرد که وی می‌توانست با نوشتن کتابهایی مانند جادوگری امروز (۱۹۵۴) و معنی جادوگری (۱۹۵۹) ویکا را تبلیغ کند. گاردنر تا زمان مرگ در سال ۱۹۶۴، زمانی که موزه قبل از تعطیل شدن و فروش مجموعه، توسط کشیش اعظم وی مونیک ویلسون اداره می‌شد، به اداره موزه ادامه داد. شرکت سرگرمی ریپلی این مجموعه را خریداری کرد و در سال ۱۹۷۲ «موزه جادوگری و جادوگری» را در گاتلینبورگ، سانفرانسیسکو، کالیفرنیا افتتاح کرد. در سال ۱۹۷۵، به دلیل فشارهای کلیسای محلی و گروه‌های مذهبی، ریپلی نام موزه‌ها را به «جهان غیرقابل توضیح» تغییر داد. جاذبه‌ها و موارد بیشتری به مجموعه جادوگری فعلی اضافه شد. در سال ۱۹۸۵، ریپلی هر دو موزه را به دلیل فروش ضعیف بلیط تعطیل کرد. این مجموعه به موزه‌های دیگر ریپلی پرداخت شد. بسیاری از مجموعه‌های جادوگری به موزه Ripley's Believe It or Not در بلکپول انگلیس ارسال شد.
گاردنر در وصیت نامه خود موزه را به دستیار خود در آنجا واگذار کرد، با این شرط که اگر او آن را نمی‌خواهد پس از آن به مونیک ویلسون مبتکر وی می‌رود، همان چیزی است که اتفاق افتاد.
ویلیامسون در بازگشت به انگلستان در سال ۱۹۵۴ موزه ای را که امروزه با نام موزه جادوگری شناخته می‌شود، به روی ویندزور گشود. در اینجا برای فصل توریسم باز بود و کاملاً موفق بود، اما نظر محلی هنوز مخالف بود و بنابراین ویلیامسون تصمیم گرفت آن را دوباره منتقل کند. در سال ۱۹۵۴ ویلیامسون موزه را به Bourton-on-the-Water در Gloucestershire منتقل کرد. این موزه مورد آزار و شکنجه‌های مختلفی قرار گرفت، از جمله نقاشی علائم روی دیوارها و گربه‌های مرده که از درختان آویزان بودند، و سرانجام در اثر آتش‌سوزی آسیب زیادی دید.

## بوسکاسل ۱۹۶۰- تا اکنون
در سال ۱۹۶۰ ویلیامسون موزه را به بوسکاسل در کورن وال منتقل کرد. ویلیامسون برخی از آثار مرتبط با جادوی تشریفاتی را به نمایش می‌گذارد، اما تا حد زیادی به سحر و جادو عامیانه و شیوه‌هایی که «جادوگر کنار راه» می‌خواند علاقه‌مند بود.

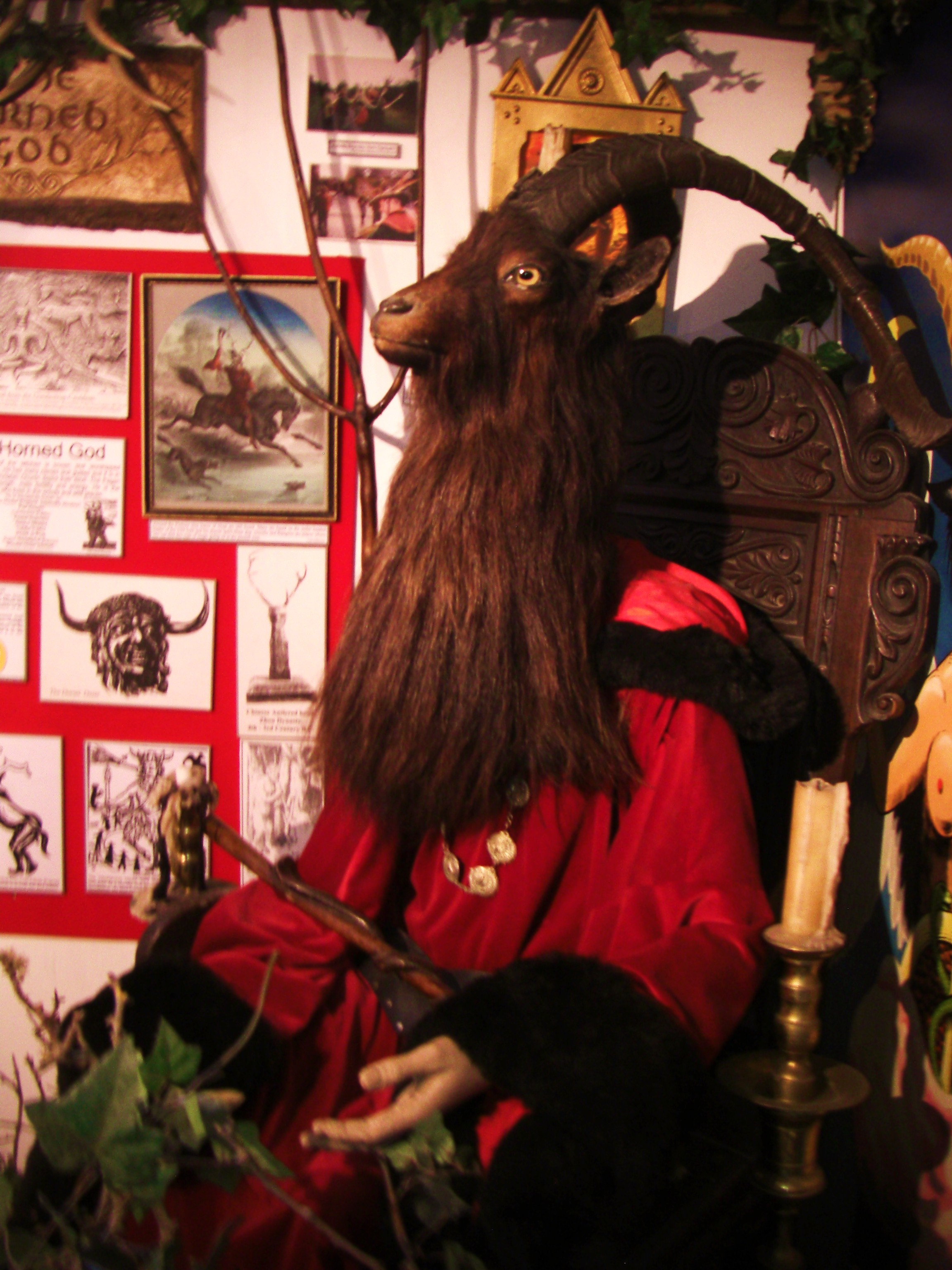
مجسمه ای از خدای شاخدار ویکا در موزه

ویلیامسون در سال ۱۹۹۶ بازنشسته شد و موزه را به گراهام کینگ و لیز کرو فروخت. کینگ که یک شیطان‌پرست و با علاقه به جادوگری بود، هنگامی که در مقاله روزنامه ای متوجه فروش این موزه شد، دارای دوربین‌های تخصصی تولید تجاری در همپشایر بود. کینگ و ویلیامسون خرید را در نیمه شب هالووین ۱۹۹۶ انجام دادند. کینگ و کلاغ موزه را دوباره سازماندهی کردند و برخی از نمایشگاه‌های پرشور را از بین بردند، مانند یک مانکن زن نیمه لباس که برای نشان دادن توده سیاه روی محراب گذاشته شده بود. مجموعه‌های تلویزیونی BBC مانند A Seaside Parish و Antiques Roadshow. او تدفین جوآن ویت، زنی را که به اتهامات جادوگری در سال ۱۸۱۳ در زندان بودمین درگذشت و جنازه اش سالها در موزه بود، ترتیب داد. وی در سال ۱۹۹۸ در یک منطقه محلی از جنگل دفن شد. این موزه در طی سیل شدید در اوت ۲۰۰۴ آسیب دید و در نتیجه برای تعمیرات تا مارس ۲۰۰۵ بسته شد.
پس از روی کار آمدن کینگ، گروهی معروف به دوستان موزه تأسیس شد. آخر هفته سالانه سخنرانی برگزار می‌کند. متعاقباً به یک مؤسسه خیریه تبدیل شد. به مناسبت بزرگداشت شصتمین سالگرد موزه، در سال ۲۰۱۱ شرکت هنرهای مخفی گلچینی با عنوان موزه جادوگری: تاریخی جادویی را منتشر کرد. ایده کار توسط رئیس دوستان، جودیت نوبل، با ویرایش جلد توسط کریان گادوین ارائه شده‌است. این گزارش شامل مشارکت ۵۱ فرد درگیر در جوامع باطنی و بت‌پرستی، از جمله شخصیت‌های برجسته ای مانند رونالد هاتون، فیلیپ هزلتون، پاتریشیا کراوتر و ماریان گرین بود. وی که توسط دانشمند مطالعات پاگان، اتان دویل وایت در مجله Pomegranate بررسی شد، از این جلد استقبال کرد و در عین حال مطالب آن را به عنوان «کیسه ای مخلوط، با مقالات متفاوت از نظر کیفیت و ارتباط با موضوع موجود» توصیف کرد.
در هالووین ۲۰۱۳ کینگ مالکیت موزه، مجموعه و کتابخانه آن را به طراح و متصدی سیمون کاستین واگذار کرد که در سال ۲۰۰۹ موزه فولکلور انگلیس را تأسیس کرده بود. کینگ مالکیت ساختمان موزه را که به موزه کاستین اجاره داده شد حفظ کرد. کاستین به روزنامه گاردین کورنیش اطلاع داد که "موزه دقیقاً همان‌طور که هست به کار خود ادامه خواهد داد.

## نمایشگاه

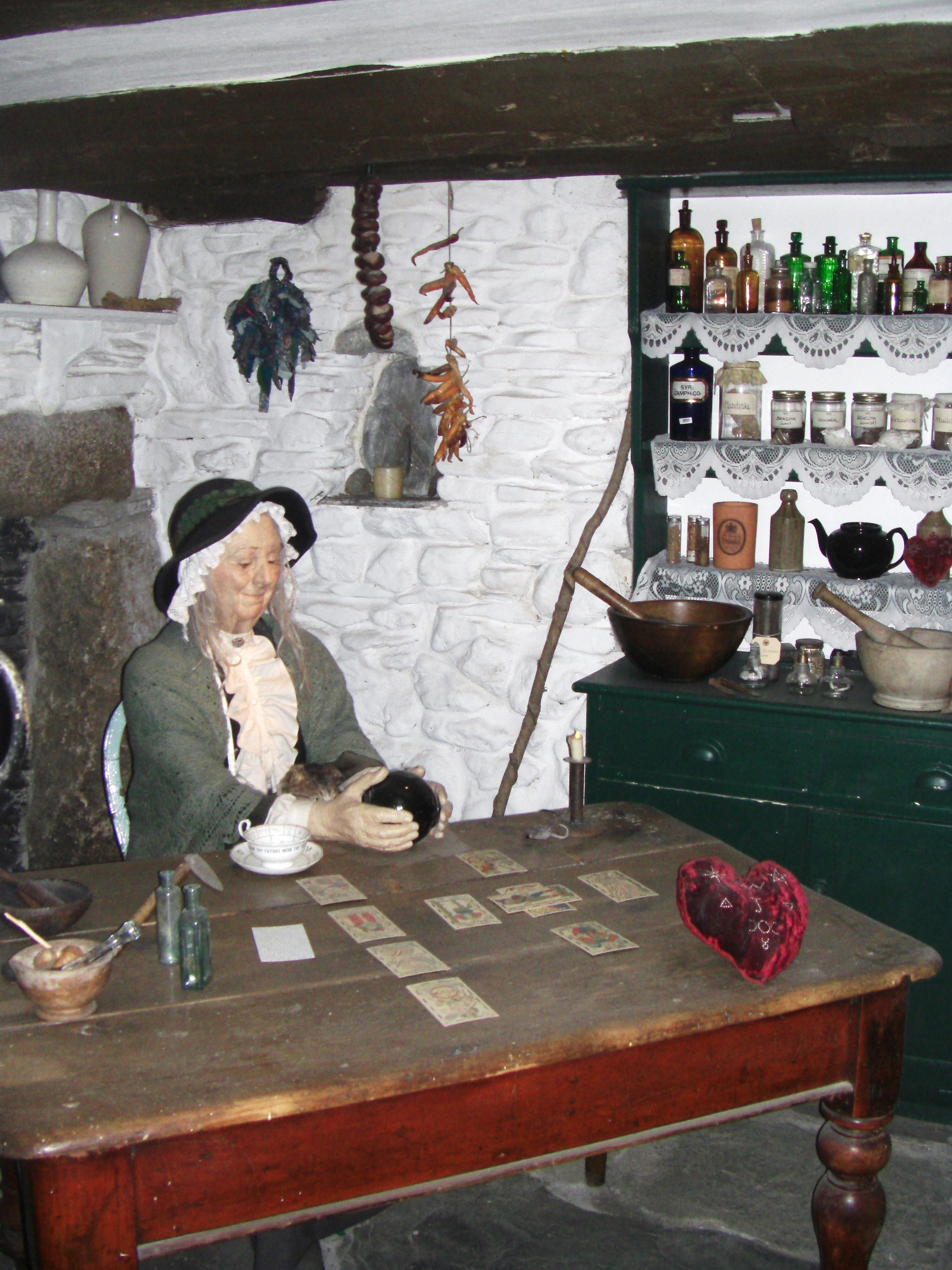
مدل یک زن حیله‌گر در موزه

مطابق با طرح اصلی ویلیامسون، در بیشتر نمایشگاه‌های این موزه آثار باستانی مربوط به جادوی محلی و مردمی حیله‌گر وجود دارد. این شامل اتاقی است که یک کلبه سنتی زن حیله‌گر را بازسازی می‌کند، اصطلاحاً «کلبه جوآن»، با مانکن یک زن حیله‌گر قرن نوزدهم، احاطه شده توسط گیاهان مختلف و ابزارهای پیشگویی. این موزه همچنین شامل نمایشگاه‌هایی است که به محاکمات جادوگران در اوایل دوره مدرن، آیین بت‌پرستی مدرن ویکا، و همچنین سایر اعمال باطنی مانند جادوی تشریفاتی، فراماسونری و کیمیاگری اختصاص یافته‌است. همچنین یک مورد کوچک در مورد شیطان‌پرستی مذهبی مدرن وجود دارد که در آن تمایز بین آن و جادوگری بت پرستان مدرن قرار گرفته‌است.
تعدادی از آثار موجود در این مجموعه متعلق به چهره‌های برجسته تاریخ جادو و جادوگری بود. این حاوی یک کیسه تشریفاتی است که توسط جادوگر تئلیم، آلیستر کراولی، طلسمات ساخته شده توسط جرالد گاردنر، و شمشیرهای آیینی و یک تخته محراب که قبلاً متعلق به ویککان معروف الکس سندرز بود، استفاده می‌شود. مجموعه آثار موزه با خریدهای جدید همچنان در حال رشد است. بسیاری از جادوگران و جادوگران معاصر در وصیت نامه‌های خود ابزار کار خود را به موزه وصیت کرده‌اند. به گفته مردم‌شناس هلن کورنیش، این نمایشگاه‌ها در موزه «برای ساختن روایاتی که جادوگری را به مرور زمان نشان می‌دهد و قرار دادن آن به عنوان یک نیروی قابل توجه در حال حاضر» کار می‌کنند.